# Stary cmentarz żydowski w Kazimierzu Dolnym
Stary cmentarz żydowski w Kazimierzu Dolnym – kirkut znajdujący się przy ulicy Lubelskiej. Powstał w XVI wieku. Został zniszczony podczas II wojny światowej. Niemcy użyli nagrobków z cmentarza do brukowania dziedzińca klasztoru Reformatów, gdzie mieściło się Gestapo. Po wojnie część nagrobków odzyskano i umieszczono w lapidarium na nowym cmentarzu. Obecnie na terenie cmentarza znajduje się boisko szkolne.